# Hockey Pattinaggio Matera femminile
L'Hockey Pattinaggio Matera femminile, meglio noto come Matera, è la sezione femminile dell'omonimo club di hockey su pista avente sede a Matera. Nella sua storia ha vinto due campionati nazionali. 

## Palmarès
2 trofei
- Campionato italiano femminile: 2

2014-2015, 2017-2018